# Blanche-Oreille
Blanche-Oreille parfois orthographié Blancheoreille ou Blanchoreille (en wallon : Blanke-Oraye ou Blantche-Orèye) est un hameau de la commune belge de Bertrix situé en Région wallonne dans la province de Luxembourg.
Avant la fusion de communes de 1977, il faisait partie de l’ancienne commune de Jehonville.

## Situation
Blanche-Oreille est un hameau du plateau ardennais sis à une altitude avoisinant les 430 m. Il jouxte le village d'Assenois se trouvant immédiatement au sud. L'aérodrome de la base aérienne de Bertrix se trouve sur les hauteurs nord de la localité.
La ville de Bertrix est distante de 4,5 km au sud.